# Henner Wittling
Henner Wittling (* 8. November 1946 in Sankt Wendel-Oberlinxweiler, Saarland) ist ein deutscher Politiker (SPD), Jurist und Manager in der Stahlindustrie.

## Biografie
Nach dem Abitur studierte Wittling Rechtswissenschaften an der Universität des Saarlandes in Saarbrücken sowie an der Georg-August-Universität in Göttingen. Von 1975 bis 1983 war er Richter in Nordrhein-Westfalen. 1983 wurde er abgeordnet ins Bundesjustizministerium mit den Arbeitsschwerpunkten Allgemeine Verwaltung, Staatshaftungsrecht und Verteidigung.
Nach dem Wahlsieg der saarländischen SPD im Jahre 1985 wurde er von Ministerpräsident Oskar Lafontaine (SPD) zum Staatssekretär im Innenministerium berufen. Im März 1991 wechselte er als Staatssekretär ins Ministerium für Finanzen. Im November 1994 wurde er erneut zum Staatssekretär im Ministerium für Wirtschaft und Finanzen mit der Zuständigkeit für den Finanzbereich berufen. In dieser Zeit prägte Wittling maßgeblich die Finanzpolitik der Regierung Lafontaine. Darin fällt auch der größte politische Erfolg Wittlings. Er gilt als maßgeblich beteiligt an der erfolgreichen Klage des Saarlandes vor dem Bundesverfassungsgericht auf weitere Finanzhilfen des Bundes („Teilentschuldung“).
Im März 1996 wurde Wittling Chef der Staatskanzlei des Saarlandes. Am 18. September 1996 wurde er als Nachfolger von Diether Breitenbach (SPD) vor dem Landtag als Minister für Bildung, Kultur und Wissenschaft vereidigt. Als Minister für Bildung, Kultur und Wissenschaft berief, der als durchsetzungsfähig geltende Wittling gemeinsam mit dem rheinland-pfälzischen Wissenschaftsminister Jürgen Zöllner (SPD) im Februar 1997 eine Sachverständigenkommission, die eine Strukturreform der Universität des Saarlandes vorbereiten sollte. Die Sachverständigenkommission erarbeitete unter der Leitung von Dieter Simon ein Gutachten, das im März 1998 in Saarbrücken vorgestellt wurde. In diesem Gutachten wurden zwei Zielsetzungen verfolgt, nämlich die Systemevaluation des Hochschulbereichs der Region Saarland-Trier-Westpfalz und die Entwicklung eines tragfähigen Konzeptes für die Universität des Saarlandes.
Von November 1999 bis Juni 2002 war Wittling unter den Bundesministern Reinhard Klimmt (SPD) und Kurt Bodewig (SPD) als beamteter Staatssekretär im Bundesministerium für Verkehr, Bau- und Wohnungswesen. Vom 1. Juli 2002 bis zum 30. Juni 2007 war er Vorstandsmitglied und Arbeitsdirektor der Saarstahl AG (Völklingen).
Bis zum 19. Februar 2014 war er zum Richter am Verfassungsgerichtshof des Saarlandes bestellt. Zudem ist Wittling Vorsitzender des Aufsichtsrates der SHS Stahl-Holding-Saar, Mitglied des Aufsichtsrates der Saarstahl AG (2. stv. Vorsitz) und Mitglied des Kuratoriums der Montanstiftung Saar.